# Контрада Скорпио-Ноа (Лече)
Контрада Скорпио-Ноа (итал. Contrada Scorpio-Noha) је насеље у Италији у округу Лече, региону Апулија.
Према процени из 2011. у насељу је живело 33 становника. Насеље се налази на надморској висини од 73 м.